# Kei Kumai
Kei Kumai (Nagano, 1 de junio de 1930 - Tokio, 23 de mayo de 2007) fue un director de cine japonés, ganador de varios premios internacionales.
En 1930 entró en la compañía de producción Nikkatsu y en 1964 dirigió su primera película. Se hizo famoso en 1974 con Burdel número 8.
Nacido en 1930 en Nagano (centro), se hizo famoso en 1974 en Japón y en el mundo con un retrato cinematográfico de una prostituta de Borneo, en "Sandankan número 8" ("Burdel n°8").
Un año después dirigió "Kita no misaki" ("El Cabo del norte"), en el que la actriz francesa Claude Jade (1948-2006) interpretaba a una monja misionera suiza que se enamoraba de un ingeniero japonés a bordo de un navío que había zarpado de Marsella con rumbo a la localidad japonesa de Yokohama.
En 1989, "Sen no Rikyu" ("La muerte de un maestro de té"), que narra el suicidio de un célebre maestro de té nipón del siglo XVI, obtuvo el León de Plata del Festival de Cine de Venecia.
Su última película "Umi wa miteita" ("La mar que nos mira", 2003) contaba las aventuras amorosas de una prostituta en la época de Edo, inspiradas por un proyecto que nunca llegó a realizar el maestro del cine japonés Akira Kurosawa (1910-1998).
Ganó el premio especial del jurado de Berlín en 1987, y el León de plata de Venecia en 1989. Falleció en Tokio a los 76 años, de un derrame cerebral.

## Filmografía
- Burdel nº 8 (Sandakan hachiban Shokan bohkyo) 1974.
- El cabo Norte (Kita no Misaki) 1976.
- Mar y veneno (Umi to dokuyaku 1987.
- La muerte de un maestro de té (Sen no Rikyu) 1989.
- Oscuridad en la luz (Nippon no Kuroi Natsu-Enzai) 2000.
- El mar que nos mira (Umi wa miteita) 2003.

## Premios y distinciones
Premios Óscar
| Año  | Categoría                 | Película       | Resultado |
| ---- | ------------------------- | -------------- | --------- |
| 1976 | Mejor película extranjera | Sandakan No. 8 | Nominado  |

Festival Internacional de Cine de Venecia
| Año  | Categoría     | Película                      | Resultado |
| ---- | ------------- | ----------------------------- | --------- |
| 1989 | León de Plata | La muerte de un maestro de té | Ganador   |

Festival Internacional de Cine de Berlín
| Año  | Categoría                             | Película        | Resultado |
| ---- | ------------------------------------- | --------------- | --------- |
| 1987 | Oso del Plata, Gran Premio del Jurado | Umi to dokuyaku | Ganador   |